# آورارا
آورارا (به ایتالیایی: Averara) یک کومونه در ایتالیا است که در استان برگامو واقع شده‌است.

## خصوصیات
آورارا ۱۰٫۵۸ کیلومترمربع مساحت و ۱۸۴ نفر جمعیت دارد و ۶۵۰ متر بالاتر از سطح دریا واقع شده‌است.